# 歩兵第316連隊
歩兵第316連隊（ほへいだい316れんたい、歩兵第三百十六聯隊）は、大日本帝国陸軍の連隊の一つ。

## 沿革
太平洋戦争末期の1945年（昭和20年）7月10日、第三次兵備により本土決戦（陸軍省コードネーム決号作戦、米軍コードネームコロネット作戦）に備え新設された第221師団の歩兵連隊の一つとして長野で編成された。兵力補充は長野師管区の歩兵第1補充隊で担当した。
第51軍隷下で茨城県鹿行地域（鹿島郡および行方郡。現：鹿嶋市・潮来市・行方市・神栖市・鉾田市）への移駐が予定されていたが、師団司令部以外は未動員のまま終戦となり、当初の設立目的だった本土決戦で活躍することなく、その任務を終えた。

## 歴代連隊長
| 代 | 氏名   | 在任期間 | 出身校・期 | 備考 |
| -- | ------ | -------- | ---------- | ---- |
| 1  | 江波茂 |          | 陸士38期   | 中佐 |